# كورت هانكوك
كورت هانكوك (بالإنجليزية: Kurt Hancock)‏ هو لاعب دوري الرغبي أسترالي، ولد في 9 يناير 1980.